# 山のロザリア
「山のロザリア」（やまのロザリア）という題名で日本で親しまれている歌は、ロシアの古いダンス曲「アレクサンンドロフスキー」(ロシア語: Александровский、英語: Alexandrovsky)に日本語歌詞を付けたものである。別題、「牧場のロザリア」（まきばのロザリア）。

## 概要
「山のロザリア」の曲は、19世紀のロシアでボールルームダンス用に作らたダンス曲「アレクサンンドロフスキー」(ロシア語: Александровский、英語: Alexandrovsky）であるが、作曲者は知られていない。この男女のペアの踊りは、ロシア系ユダヤ人も多いイスラエルでも、最近では日本でも踊る人々がいる。
日本語歌詞は1956年に丘灯至夫の詞、織井茂子の歌で「牧場のロザリア」として発表したがあまりヒットしなかった。その後、作者不詳の曲として「山のロザリア」という題で歌声喫茶などでよく歌われて評判になり、1961年にサンキョー、コダマ、現代美術社などからソノシートが発売され、キングレコードからは音羽たかしの改詞でレコードを発売。そのさなか、作者不詳とされていた「山のロザリア」と丘灯至夫の詞による「牧場のロザリア」が同一の曲であることが判明する。同年、丘灯至夫の原詞により「山のロザリア」という題で日本コロムビアからスリー・グレイセスと井上ひろしの歌による競作でレコードを発売し、大ヒットした。スリー・グレイセス盤はミリオンセラーを記録した。他に、ボニージャックス、ダークダックス、橋幸夫（2008年発売のシングル「いのちのうた（コロブチカ）」に収録）なども歌っている。
丘灯至夫によると、「ロザリア」はカトリックで使われる数珠状の祈りの用具・ロザリオからヒントを得たものだという。ロザリアという女性名は（Rosaria、男性名：ロザリオ Rosario）はロシア系の名前ではなく、むしろイタリア系、スペイン系の名前である。